# DJ-контроллер

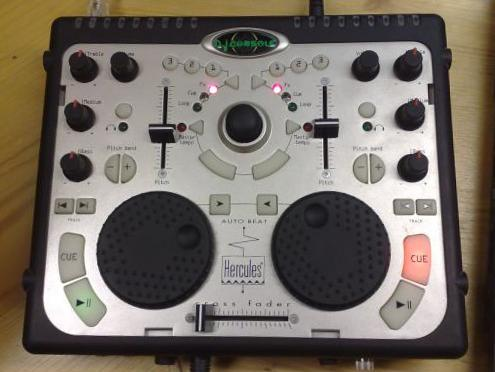
DJ-консоль Hercules, один из первых DJ-контроллеров.

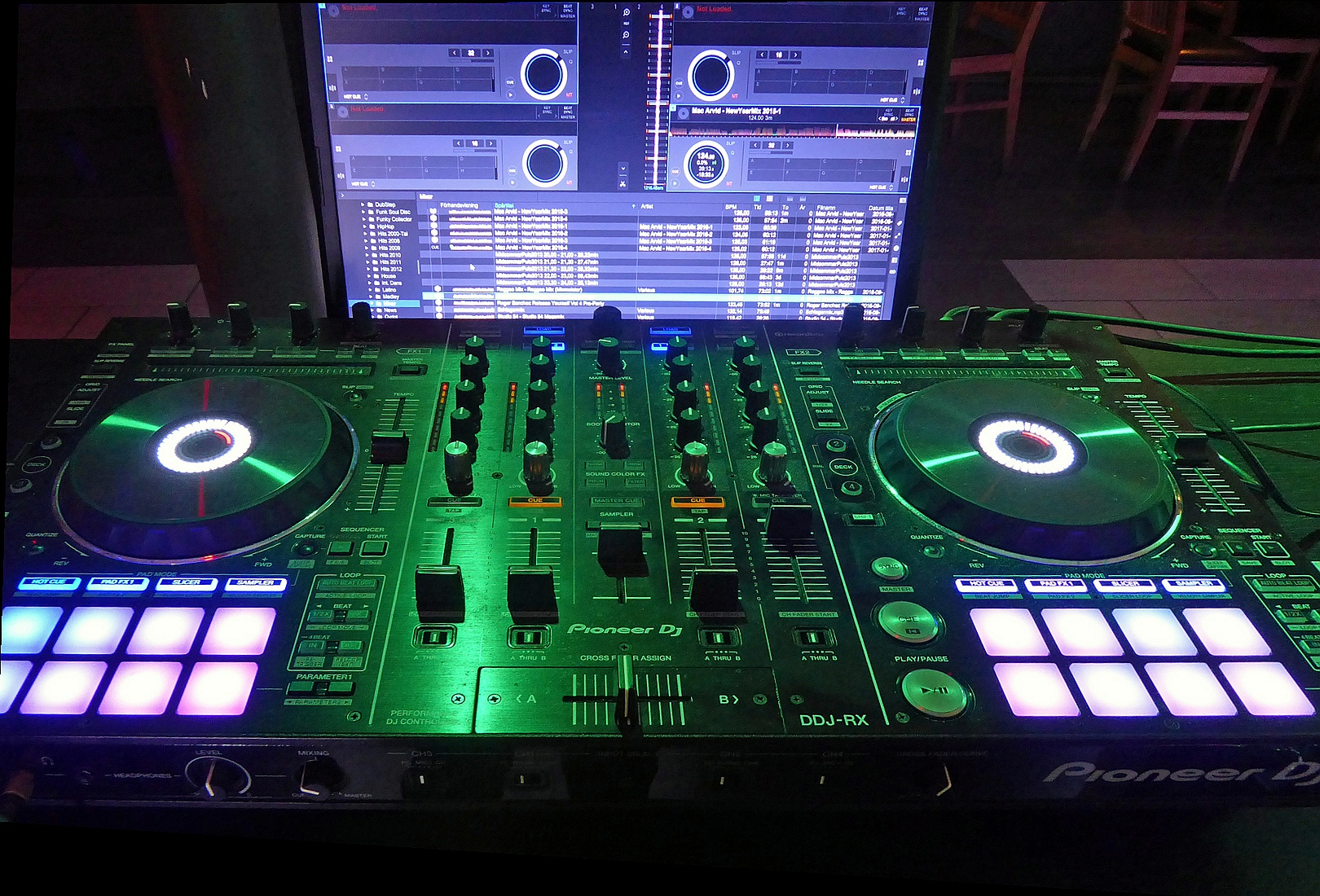
DJ-контроллер Pioneer DDJ-RX (запущенный в 2015 году) с оборудованием Rekordbox (от Mixvibes), которое поставляется в упаковке со многой продукцией Pioneer, работающей на компьютере

DJ-контроллер — устройство, используемое диджеями, что микшировать музыку с помощью ручек, кодеров, беговых колёс, фейдеров, кнопок с подсветкой, сенсорных полос и других компонентов.

## Обзор
DJ-контролеры — устройства на основе микропроцессоров, используемые для обеспечения более простого и точного управления программным обеспечением, чем компьютерная клавиатура и тачпад на ноутбуке или сенсорный экран на планшетных компьютерах и смартфонах. Они не микшируют аудиосигналы, как DJ-микшеры; они посылают сигналы на компьютер, чтобы сообщить программному обеспечению, как микшировать аудио. Многие DJ-контроллеры также имеют встроенную звуковую карту с 4 выходными каналами (2 стереопары), что позволяет диджею прослушивать музыку в наушниках перед её воспроизведением на основном выходе. Большинство DJ-контроллеров используют стандартные протоколы MIDI или HID для связи с компьютером через USB.
Современные DJ-контроллеры эмитируют два фонографа/CDJ и DJ-микшер. Они намного дешевле, чем два фонографа или CDJ плюс микшер. Средняя цена DJ-контроллера составляет около 800 долларов. В отличие от фонографов, контроллеры имеют преимущество гибкости компьютерного программного обеспечения, например, позволяя диджею хранить несколько точек с музыкальными файлами. Кроме того, программное обеспечение позволяет пользователям переназначать компоненты контроллеров для выполнения функций, отличных от производителя контроллера.
В некоторых DJ-контроллерах снимаются два поворотных переключателя и компоновки микшера, чтобы их легко сопоставляли так, как пожелает пользователь. Некоторые контроллеры предназначены для использования либо для выступлений Live PA с таким программным обеспечением, как Ableton Live, либо с DJ-программным обеспечением. Несколько DJ-контроллеров, в первую очередь Novation Dicers, предназначены для использования с тайм-кодами. Многие DJ-контроллеры, в которых можно использовать тайм-коды, также могут быть использованы в качестве MIDI-устройств или даже в качестве отдельных устройств.
DJ-контроллеры обычно предназначены для работы с одной или несколькими программами, одобренными производителем. Большинство контроллеров используют стандартные протоколы MIDI или HID, поэтому для работы с ними обычно может использоваться другое программное обеспечение. Тем не менее, могут потребоваться значительные усилия, чтобы заставить контроллер работать с программным обеспечением, если для него оно не было разработано, некоторые элементы управления могут не иметь смысла с другим программным обеспечением.
DJ-контроллеры постепенно стали такими же мощными, как профессиональные медиаплееры и микшеры, включая эффекты, ЖК-экраны и сенсорные устройства. Современные DJ-контроллеры обычно включают в себя барабанные пады, фейдерный темп-контроль и могут включать моторизованные тарелки. За исключением классического вида, ощущения и работы винилового проигрывателя и установки микшера, DJ-контроллеры начинают быть такими же универсальными и эффективными для профессиональных клубных диджеев.

## История

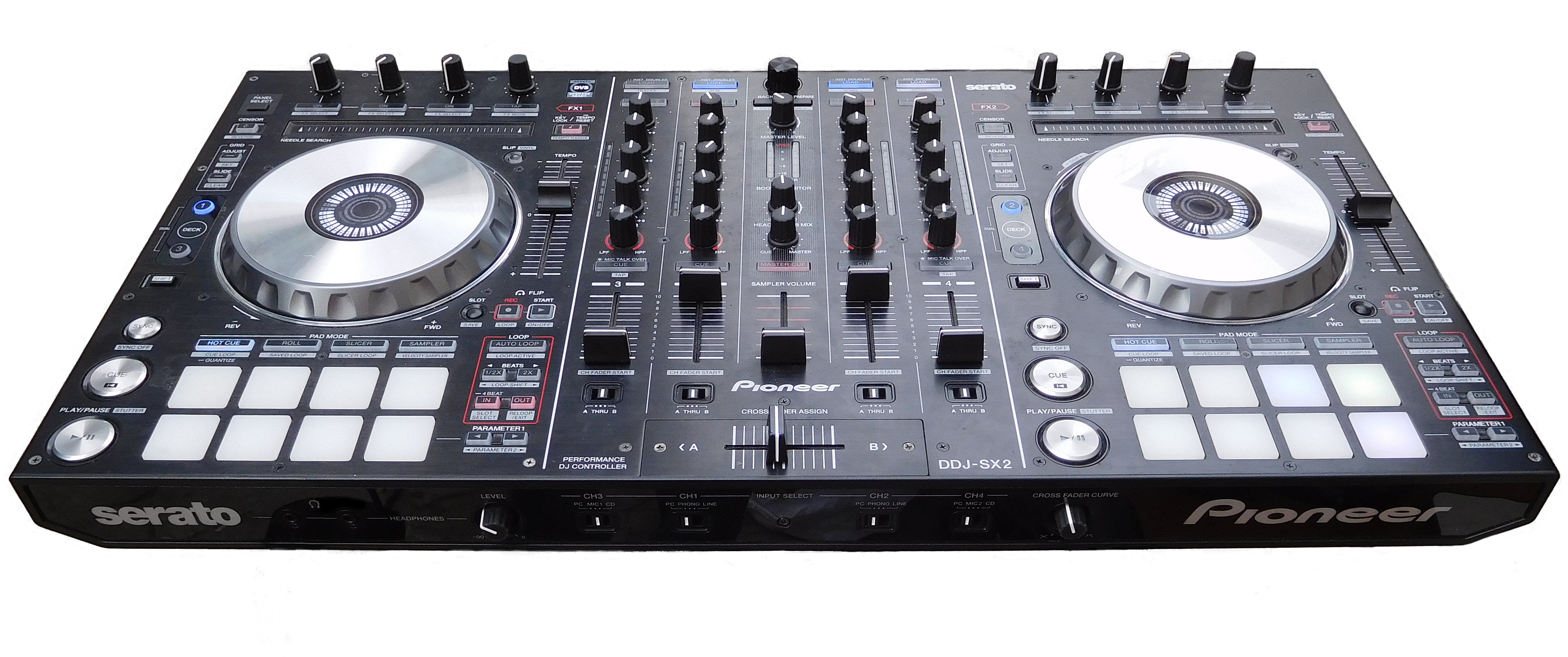
DJ-контроллер Pioneer DDJ-SX2, 2014

Ранним примером DJ-контроллеров является DJ Console Hercules, выпущеный Guillemot Corporation в 2004 году, который имеет 6-канальную звуковую карту с портами SPDIF и MIDI, традиционные фейдеры в стиле микшера, кроссфейдер и эквалайзеры, поворотные переключатели и элементы управления кнопками в стиле CD DJ. В 2007 году Vestax выпустила контроллер, специально разработанный для диджеинга, VCI-100, который имитировал два фонографа и DJ-микшер и был построен из качественных компонентов, приемлемых для диджеев. Многие производители увидели успех VCI-100 и начали продавать свои аналогичные устройства. В отличие от оригинального VCI-100, некоторые из этих устройств имели встроенные звуковые карты.
В 2009 года Pioneer DJ выпустила новые модели своих популярных медиаплееров CDJ, CDJ-2000 и CDJ-900, которые также могут быть использованы в качестве контроллеров для управления DJ-программным обеспечением через HID. Таким образом, CDJ можно использовать для управления DJ-программным обеспечением без воспроизведения сигнала тайм-кода в звуковую карту. Помимо своих CDJ-плееров, в 2011 году Pioneer DJ выпустила свои первые два DJ-контроллера - DDJ-S1 (Serato) и DDJ-T1 (Traktor). В течение следующего десятилетия до сегодняшнего дня Pioneer DJ выпустила более 40 различных моделей DJ-контроллеров, включая полностью отдельные устройства, что делает её одним из ведущих брендов на рынке оборудования для диджеев.
В 2010 году Native Instruments выпустила Traktor Kontrol S4, в котором использовались поворотрые переключатели с высоким разрешением и запатентованный протокол, а не MIDI для достижения лучшей производительности поворотных переключателей. Mk2 Kontrol S4, выпущенный в 2013 году, использует стандартные сигналы HID.
Среди других популярных брендов, производящих и распространяющих диджейские контроллеры сегодня, есть Numark DJ, Hercules DJ, Pioneer DJ, AlphaTheta и Denon.
По состоянию на 2023 год, на рынке вышли DJ-контроллеры с моторизованными поворотными переключателями, что лучше воспроизводит ощущение традиционных фонографов. Брендами, производящими эти контроллеры, являются Hercules и Rane. Также распространены одиночные контроллеры, некоторые бренды включали батареи и встроенные динамики для максимизации портативности, как и контроллеры с интеллектуальными функциями, которые позволяют диджеям использовать технологии нейросетей для разделения стволов, чтобы облегчить изоляцию вокала или инструментальных элементов.